# Carl Miller
Carlton Miller, detto Carl (Wichita Falls, 9 agosto 1893 – Honolulu, 22 gennaio 1979), è stato un attore statunitense dell’epoca del muto.

## Biografia

### La carriera cinematografica
Dopo aver mosso i primi passi, tra il 1917 e il 1919, anno in cui prese parte ad alcuni cortometraggi al fianco dell’attrice Marie Walcamp, Miller partecipò a due importanti film diretti da Charlie Chaplin, Il monello (1921) e La donna di Parigi (1923), interpretando quelli che possono essere considerati i due ruoli più rappresentativi della sua carriera, rispettivamente il seduttore e il pittore Jean Millet. Dopo la collaborazione con Chaplin, Miller continuò a lavorare nel cinema collaborando nel 1925 con i registi Walter Lang e Dorothy Davenport nel film The Red Kimona e nel 1926 con il produttore Hal Roach nel film Raggedy Rose, diretto da Richard Wallace e dall’allora astro nascente Stan Laurel, che lo vide al fianco di Mabel Normand.
Sempre al 1926 risale un’altra notevole interpretazione di Miller, quando partecipò al fianco di Tom Mix al film western The Great K & A Train Robbery, diretto da Lewis Seiler, pellicola nella quale vestì i panni dell’antagonista principale Burton Holt.
Con l’avvento del cinema sonoro la carriera di Miller, come quella di tanti altri attori del suo tempo, subì un graduale ma inesorabile declino; già nei primi anni ’30 non gli vennero riservati che ruoli secondari in pellicole minori. Apparve ancora tuttavia in film come L’artiglio rosa (1931) , e Il mistero della radio (1933), nei quali collaborò rispettivamente con i registi Lloyd Bacon e Phil Rosen. Nel 1936 fece anche un’apparizione nel film La conquista del West di Cecil B. DeMille con Gary Cooper.

### Il ritiro
Ridotta ormai a marginali comparsate non accreditate, la carriera cinematografica di Miller si concluse definitivamente nei primi anni ’40 allorché fece un’ultima apparizione nel film I dominatori (1942) di William C. McGann, con John Wayne. Ritiratosi dal cinema, si dedicò esclusivamente all’artigianato lavorando come scultore professionista, mestiere quest’ultimo che praticava già da tempo parallelamente a quello di attore.
Morì a Honolulu nel 1979, all’età di 85 anni.

## Un attore dimenticato
Oltre all’affermarsi del cinema sonoro, contribuirono in modo decisivo a far di Miller un vero e proprio attore dimenticato tanto l’insuccesso de La donna di Parigi, quanto, nel 1971, il taglio di alcune scene de Il Monello che ridimensionarono notevolmente proprio il personaggio da lui interpretato.

## Filmografia
- A Bit o' Heaven, regia di Lule Warrenton (1917)
- The Doctor and the Woman, regia di Phillips Smalley e Lois Weber (1918)
- Il marchio del passato (Mary Regan), regia di Lois Weber (1919)
- Tempest Cody Rides Wild, regia di Jacques Jaccard (1919)
- Tempest Cody Plays Detective, regia di George Holt (1919)
- Tempest Cody Gets Her Man, regia di George Holt (1919)
- Tempest Cody Turns the Tables, regia di George Holt (1919)
- The Parish Priest, regia di Joseph Franz (1920)
- Il monello (The Kid), regia di Charlie Chaplin (1921)
- Cinderella of the Hills, regia di Howard M. Mitchell (1921)
- The Bride's Play, regia di George W. Terwilliger (1922)
- La donna di Parigi (A Woman of Paris), regia di Charlie Chaplin (1923)
- Jealous Husbands, regia di Maurice Tourneur (1923)
- Condemned, regia di Arthur Rosson (1923)
- The Lover of Camille, regia di Harry Beaumont (1924)
- Il cigno nero (The Dark Swan), regia di Millard Webb (1924)
- The Redeeming Sin, regia di J. Stuart Blackton (1925)
- The Wall Street Whiz, regia di Jack Nelson (1925)
- We Moderns, regia di John Francis Dillon (1925)
- The Red Kimona, regia di Walter Lang e Dorothy Davenport (1925)
- The Power of the Weak, regia di William J. Craft (1926)
- Trapped, regia di William Crinley (1926)
- The Great K & A Train Robbery, regia di Lewis Seiler (1926)
- Raggedy Rose, regia di Richard Wallace (1926)
- The Canyon of Light, regia di Benjamin Stoloff (1926)
- Whispering Sage, regia di Scott R. Dunlap (1927)
- Good As Gold, regia di Scott R. Dunlap (1927)
- Hauted Island, regia di Robert F. Hill (1928)
- Marinai senza bussola, regia di Henry Lehrman (1928)
- Making the Varsity, regia di Cliff Wheeler (1928)
- Friendship, regia di Eugene Walter (1929)
- Framed!, regia di Albert Kelley (1931)
- Traveling Husbands, regia di Paul Sloane (1931)
- One Hundred Dollars, regia di Charles Lamont (1931)
- L’artiglio rosa, regia di Lloyd Bacon (1931)
- Bad Company, regia di Tay Garnett (1931) (non accreditato)
- Renegades of the West, regia di Casey Robinson (1932)
- Il mistero della radio, regia di Phil Rosen (1933)
- One Exciting Adventure, regia di Ernst L. Frank (1934) (non accreditato)
- Embarassing Moments, regia di Edward Laemmle (1934)
- No Ransom, regia di Fred C. Newmeyer (1934)
- La vita comincia a quarant'anni, regia di George Marshall (1935) (non accreditato)
- La conquista del West (How the West Was Won), regia di Cecil B. DeMille (1936) (non accreditato)
- Painted Desert, regia di David Howard (1938) (non accreditato)
- Lawless Valley, regia di David Howard (1938) (non accreditato)
- I dominatori (In Old California), regia di William C. McGann (1942) (non accreditato)

## Controfigura (stand-in)
- Exposed, regia di Harold D. Schuster (1939) (non accreditato)